# الدوري الإسباني الدرجة الثانية 1986–87
دوري الدرجة الثانية الإسباني 1986–87 (بالإسبانية: Segunda División de España 1986-87)‏ هو الموسم 56 من دوري الدرجة الثانية الإسباني. أشرف على تنظيمه الاتحاد الملكي الإسباني لكرة القدم، وكان عدد الأندية المشاركة فيه 20، وفاز فيه نادي فالنسيا.